# Judyta Watoła
Judyta Watoła – polska dziennikarka prasowa i śledcza.
Związana jest z katowickim oddziałem „Gazety Wyborczej” od co najmniej 2002. Specjalizuje się w kwestiach służby zdrowia oraz medycyny.
Współautorka biografii Ariadny Gierek-Łapińskiej oraz Zbigniewa Religi.

## Nagrody i wyróżnienia
- 2012 – druga nagroda konkursu Silesia Press za materiał „Mój szczerbaty górnik” (z Dariuszem Kortką)[4]
- 2013 – Nagroda im. Karola Sabatha za tekst pt. „Zakładanie twarzy” (z Dariuszem Kortką)[5]
- 2013 – trzecia nagroda konkursu Silesia Press za cykl artykułów o nieprawidłowościach podczas konkursów NFZ na leczenie w śląskich szpitalach[6]
- 2014 – laureatka nagrody Grand Press w kategorii dziennikarstwo specjalistyczne za tekst „Zakładanie twarzy” (z Dariuszem Kortką)[7]
- 2017 – trzecia nagroda konkursu Silesia Press za materiał „Kiedy śmierć daje życie”[8]
- 2020 – laureatka nagrody Grand Press w kategorii dziennikarstwo śledcze za cykl „Zdemaskowani”, „Respiratory od handlarza bronią”, „Lewe respiratory pod osłoną służb” (z Wojciechem Czuchnowskim i Jackiem Brzuszkiewiczem)[9]
- 2020 – Nagroda im. Andrzeja Woyciechowskiego za cykl artykułów o rażących nieprawidłowościach przy zakupie maseczek i respiratorów przez Ministerstwo Zdrowia (z Wojciechem Czuchnowskim)[10]

## Publikacje książkowe
- Dariusz Kortko, Judyta Watoła: Na szczycie stromej góry : opowieści o transplantacjach. Kraków: Społeczny Instytut Wydawniczy „Znak”, 2008. ISBN 978-83-240-1045-5. Brak numerów stron w książce
- Dariusz Kortko, Judyta Watoła: Czerwona księżniczka. Warszawa: Agora, 2012. ISBN 978-83-268-0752-7. Brak numerów stron w książce
- Dariusz Kortko, Judyta Watoła: Religa : biografia najsłynniejszego polskiego kardiochirurga. Warszawa: Agora, 2014. ISBN 978-83-268-1354-2. Brak numerów stron w książce
  - Dariusz Kortko, Judyta Watoła: Religa : životní příběh nejslavnějšího kardiochirurga v době Solidarnośći. Tereza Pogodová (tłum.). Hodkovičky ; Praha: Pragma, 2016. ISBN 978-80-7349-476-6. (cz.). Brak numerów stron w książce